# Poney australien
Le poney australien (anglais : Australian Pony) est une race de poneys dont l'élevage s'est organisé dans les années 1970, en Australie. Il provient principalement de poneys de selle anglais, et de chevaux Pur-sangs et Arabes.

## Histoire
Il n'existait pas de chevaux ou de poneys en Australie avant l'arrivée des colons, de sorte que toutes les races développées dans ce pays sont issus de chevaux importés. 
Les premiers chevaux arrivent à Sydney en 1788 sur le First Fleet, navire venu d'Afrique du Sud. 
L'origine du poney australien remonte aux années 1800. À partir de 1803, de robustes poneys de l'île de Timor (actuelle Indonésie) sont importés en nombre croissant. Ces animaux sont à la base du développement du poney australien. Plus tard, la race reçoit diverses influences, dont celle de chevaux Arabe et Pur-sang de petite taille, et de poneys Welsh mountain et Welsh cob, Hackney, et des poneys hongrois. Deux poneys Exmoor, nommés Sir Thomas et Dennington Court, contribuèrent également à la progression de la race au début du XIXe siècle, un étalon appelé Bonnie Charlie fut utilisé. Le poney australien moderne illustre l'application des premiers éleveurs à employer essentiellement des poneys britanniques tout en conservant le caractère arabe. L'influence du Welsh moutain est particulièrement évidente : Dyoll Greylight, poney welsh moutain importé en Australie en 1911 et considéré comme le mâle fondateur de la race, à clairement transmis à sa descendance sa conformation et un idéal de beauté perçue. 
L'Australian Pony stud-book society est formée en 1931, et démarre un enregistrement des pedigrees. À l'origine, ce stud-book comporte trois sections, Shetland, Hackney, et Australien. Les deux premières sont fusionnées dans la troisième, qui incorpore tous les Poneys mountain and moorland britanniques. La race est également influencée par des imports de poneys Connemara, Welsh B, et New Forest, après les années 1950. Jusque dans les années 1960, l'entrée dans le stud-book s'effectue sur inspection.

## Description
Le guide Delachaux (2014) indique une fourchette de taille entre 1,21 m et 1,42 m.
La tête, généralement très harmonieuse, porte des yeux larges et paisibles. L'encolure est arquée, le dos court et droit. Les épaules sont bien dessinées et légèrement tombantes. Le poitrail puissant et profond est prolongé par un dos musclé. Les membres sont courts, avec un canon dense et solide. La plupart des poneys australiens sont gris, mais toutes les robes sont possibles à l'exception de pie. Leur taille se situe entre 1,22 et 1,42 mètre.
Il est doté d'une bonne longueur de foulée.

## Utilisations
Le poney australien excelle dans toutes les disciplines, notamment dressage, saut d'obstacles, pony games, concours de modèle et allures et courses d'attelage. Son tempérament remarquable fait de lui un poney de selle idéal pour les enfants ou les cavaliers débutants.

## Diffusion de l'élevage
Le poney australien est considéré par l'étude de l'université d'Uppsala menée pour la FAO (2010) comme une race locale d'Océanie dont le niveau de menace est inconnu.
Plus de 27 000 poneys sont enregistrés par l'Australian Pony stud-book society.
Par ailleurs, l'ouvrage Equine Science (4e édition de 2012) le classe parmi les races de poneys peu connues au niveau international.